# Трипл-сек
Трипл-сек (от фр. Triple sec — «тройной сухой») — ликёр с ароматом апельсина, похож на ликёр Кюрасао (Curaçao), но менее сладкий и не имеет цвета. Содержание алкоголя — 15—40%, плотность — 1,09.
Был изобретён в 1834 году Жан-Батистом Комбье в городе Сомюре (Франция). Изначально этот ликёр предназначался для добавки в конфеты и шоколад его собственного производства на кондитерской фабрике Combier-Destre à Saumur. Наличие рядом Военной кавалерийской школы и постоянных покупателей позволило не только расширить торговлю, но и организовать дегустационный зал («ликёрню»).
Сын основателя продолжил семейный бизнес и вывел его на международный уровень. В настоящее время ликёр «тройной сухой» производится многими компаниями по всему миру; но оригинальный «тройной сухой» от исходного производителя продается под маркой Original Combier. Ликёр используется в приготовлении коктейля «Маргарита».
В 2000 году компания Maison Bollinger продало предприятие Combier Франку Шуану (Franck Choisne). Производство ликёров остается неизменным, на нём, в частности, используются ручной труд и старые медные спиртоперегонные кубы.